# تشارلز نيومان
تشارلز نيومان (بالإنجليزية: Charles Newman)‏‏ (27 مايو 1938 في سانت لويس، ميزوري - 15 مارس 2006 في سانت لويس، ميزوري) كاتب، وروائي، وناقد أدبي، وصحفي من الولايات المتحدة.

## الجوائز
- زمالة غوغنهايم
- زميل الأكاديمية الأمريكية للفنون والعلوم